# Damien Letulle
Damien Letulle, född 3 april 1973, är en fransk bågskytt. Han deltog vid olympiska sommarspelen 1996.